# إدموند جيمس فلين
إدموند جيمس فلين هو محامي وقاضي وسياسي كندي، ولد في 16 نوفمبر 1847 ببيرسي في كندا، وتوفي في 7 يونيو 1927 بمدينة كيبك في كندا. حزبياً، نشط في حزب كيبيك الليبرالي. وقد انتخب List of leaders of the opposition of Quebec ‏ (24 مايو 1897 – 25 نوفمبر 1904) وانتخب عضو الجمعية الوطنية في كيبك ‏ وانتخب Premier of Quebec ‏ (11 مايو 1896 – 24 مايو 1897).